# Grand Souza
Pour les articles homonymes, voir Souza.
Grand Souza est un village de la Région du Littoral au Cameroun, situé dans la commune de Bonaléa

## Population et développement

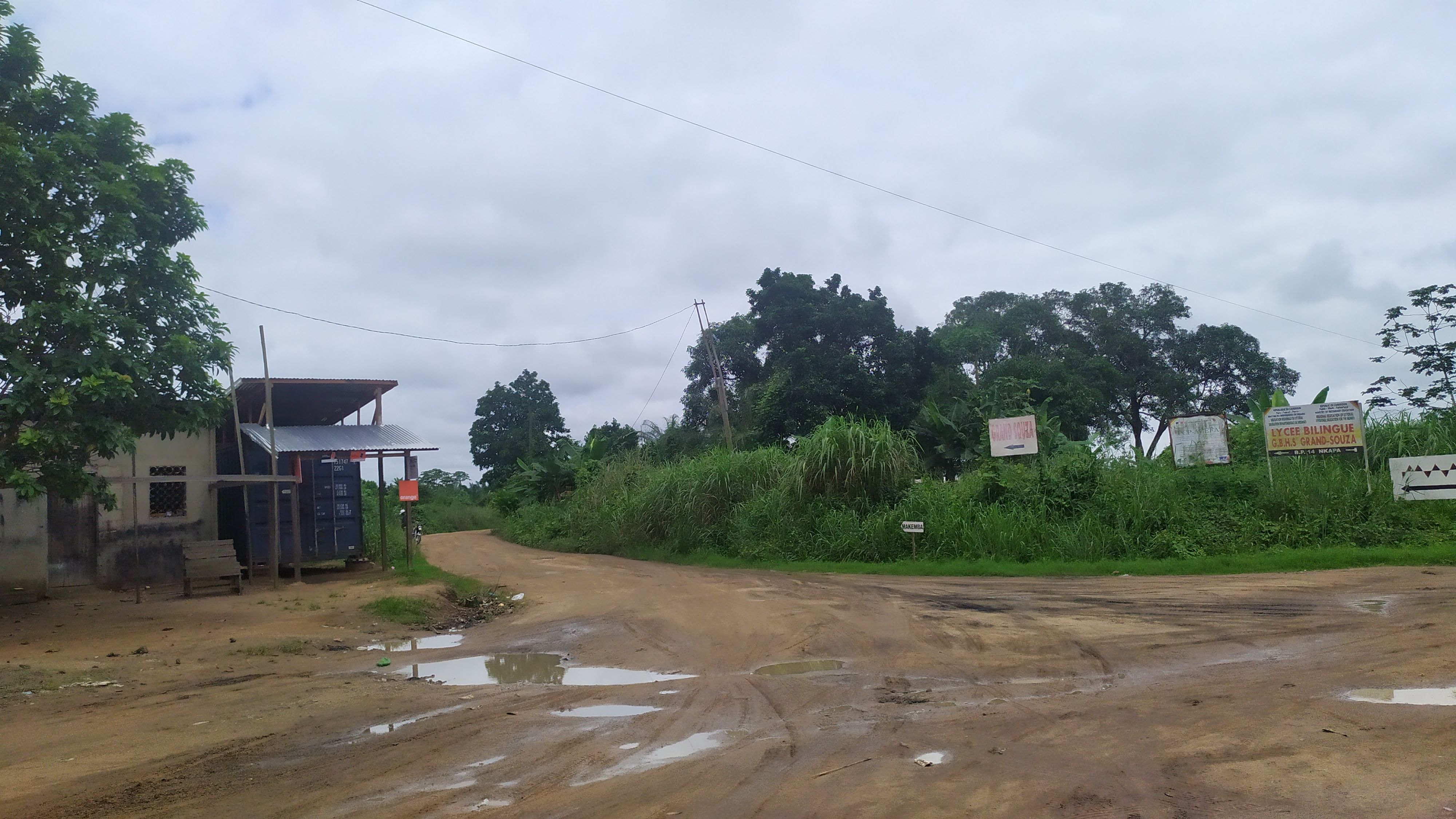
Grand Souza

En 1967, la population de Grand Souza était de 616 habitants, essentiellement des Bankon (Abo). Elle était de 2 325 lors du recensement de 2005.
Grand Souza abrite une mission protestante.